# 熱ショック因子
分子生物学における熱ショック因子（ねつショックいんし、英: Heat shock factor、HSF）とは、熱ショックタンパク質の発現を調節する転写因子に与えられた名前である。典型例としてキイロショウジョウバエの熱ショック因子が挙げられる。

## 機能
HSFとは熱ショック遺伝子の転写の触媒であり、プリン塩基とピリミジン塩基が多く繰り返されているパリンドロームである熱ショックプロモーターと特に結合する。通常の状況下では、HSFは細胞質内で三量体のタンパク質であるが、熱ショック活性化の結果、再び核内に局在化するようになる。
熱ショック因子1 (HSF-1) は真核生物において熱ショックタンパク質の転写の主要な転写因子である。細胞性ストレスがない状況下で、HSF-1は熱ショックタンパク質と結合することで抑制を受けているため活動していない。温度の上昇といった細胞性ストレスは細胞内のタンパク質にmisfoldを起こし得る。熱ショックタンパク質はmisfoldを起こしたタンパク質と結合し、HSF-1から解離する。このことがHSF-1が三量体を形成し、細胞核へ移動、転写を活性化することを可能にしている。

## 構造
それぞれのHSFモノマーは一つのC末端と三つのN末端ロイシンジッパーの繰り返しをもつ。これらの領域で点変異が起こると、細胞局在性が失われ、タンパク質を構成的にヒトの核にする。両側にN末端ジッパーが位置する二つの配列は二裂した核局在信号 (NLS) の一致に適合している。N末端ジッパーとC末端ジッパーとの相互作用によりNLS配列を隠す構造になっていると考えられる。このことがHSFの活性化を引き起こし、また、隠されなくなると核へのHSFの再局在化が起こる。HSFのDNAとの結合部位は一つ目のNLS領域のN末端に存在し、HSF domainとして結合する。

## イソ型
ヒトで発現する熱ショック因子には次のようなものがある。
| gene   | protein                                            |
| ------ | -------------------------------------------------- |
| HSF1   | heat shock transcription factor 1                  |
| HSF2   | heat shock transcription factor 2                  |
| HSF2BP | heat shock transcription factor 2 binding protein  |
| HSF4   | heat shock transcription factor 4                  |
| HSF5   | heat shock transcription factor family member 5    |
| HSFX1  | heat shock transcription factor family, X linked 1 |
| HSFX2  | heat shock transcription factor family, X linked 2 |
| HSFY1  | heat shock transcription factor, Y-linked 1        |
| HSFY2  | heat shock transcription factor, Y-linked 2        |